# Jônico de Sárdis
Jônico (em latim: Ionicus) foi um doutor, retor, filósofo, poeta e adivinho pagão romano do século IV. Era nativo de Sárdis, filho de um doutor. Foi pupilo de Zenão de Chipre e admirado por Oribásio. Era habilidoso em teoria e prática de medicina, especialista em curativos, amputação e dessecação e um habilidoso professor de medicina. Ele morreu pouco antes da composição da Vida dos Sofistas de Eunápio (ca. 395) e deixou dois filhos.